# Universidad de Sankore

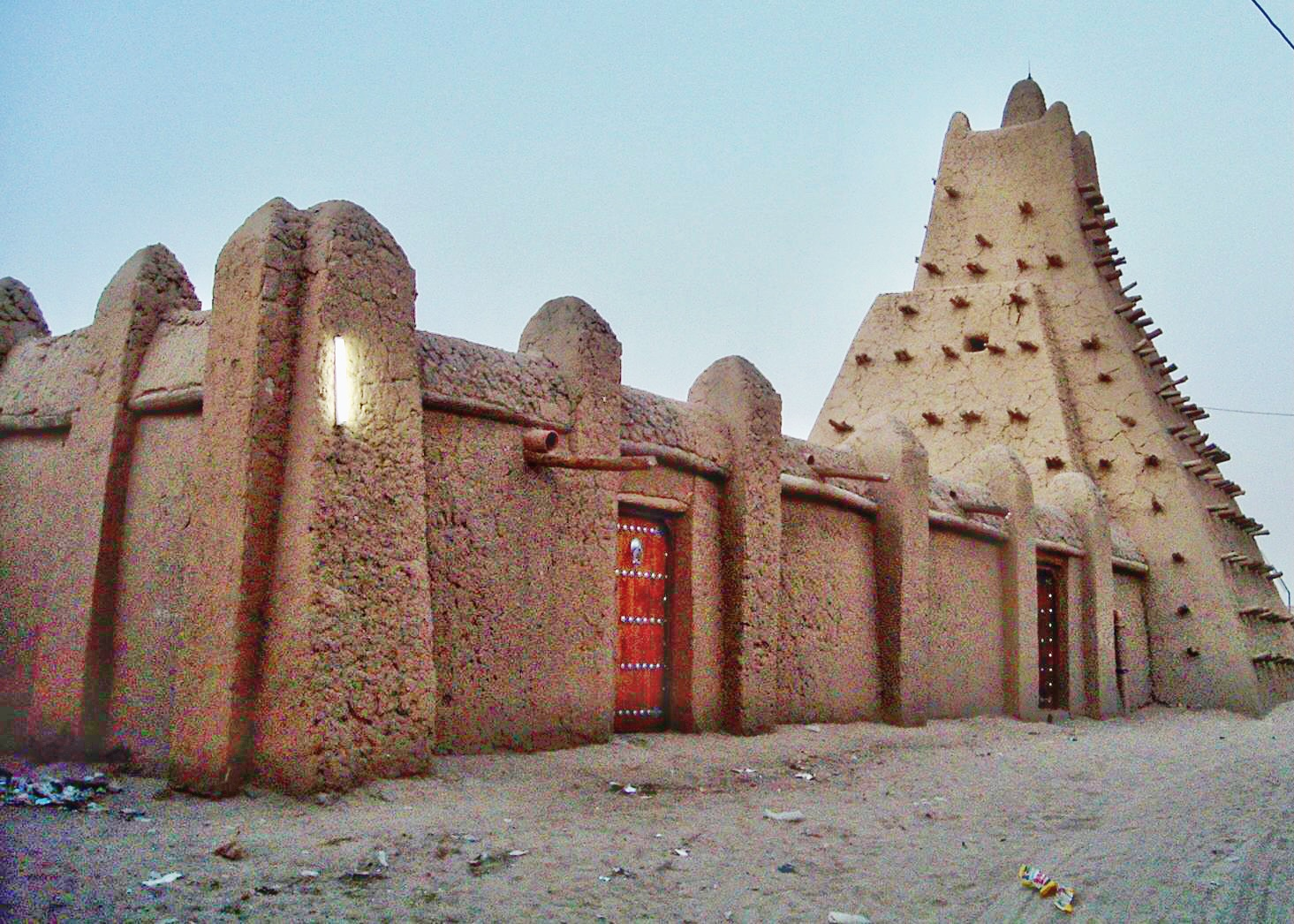
Madrasa de Sankore desde el exterior.

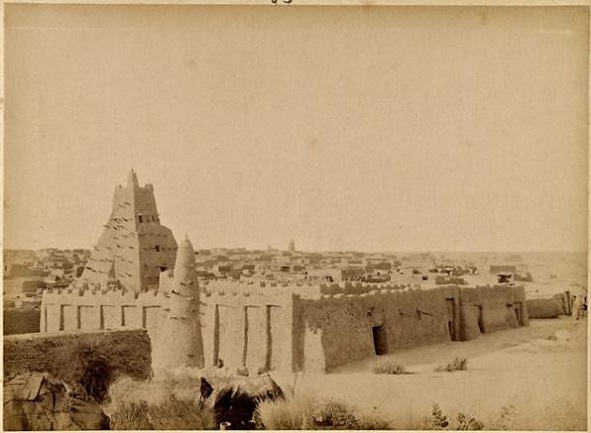
Madrasa de Sankore en 1893.

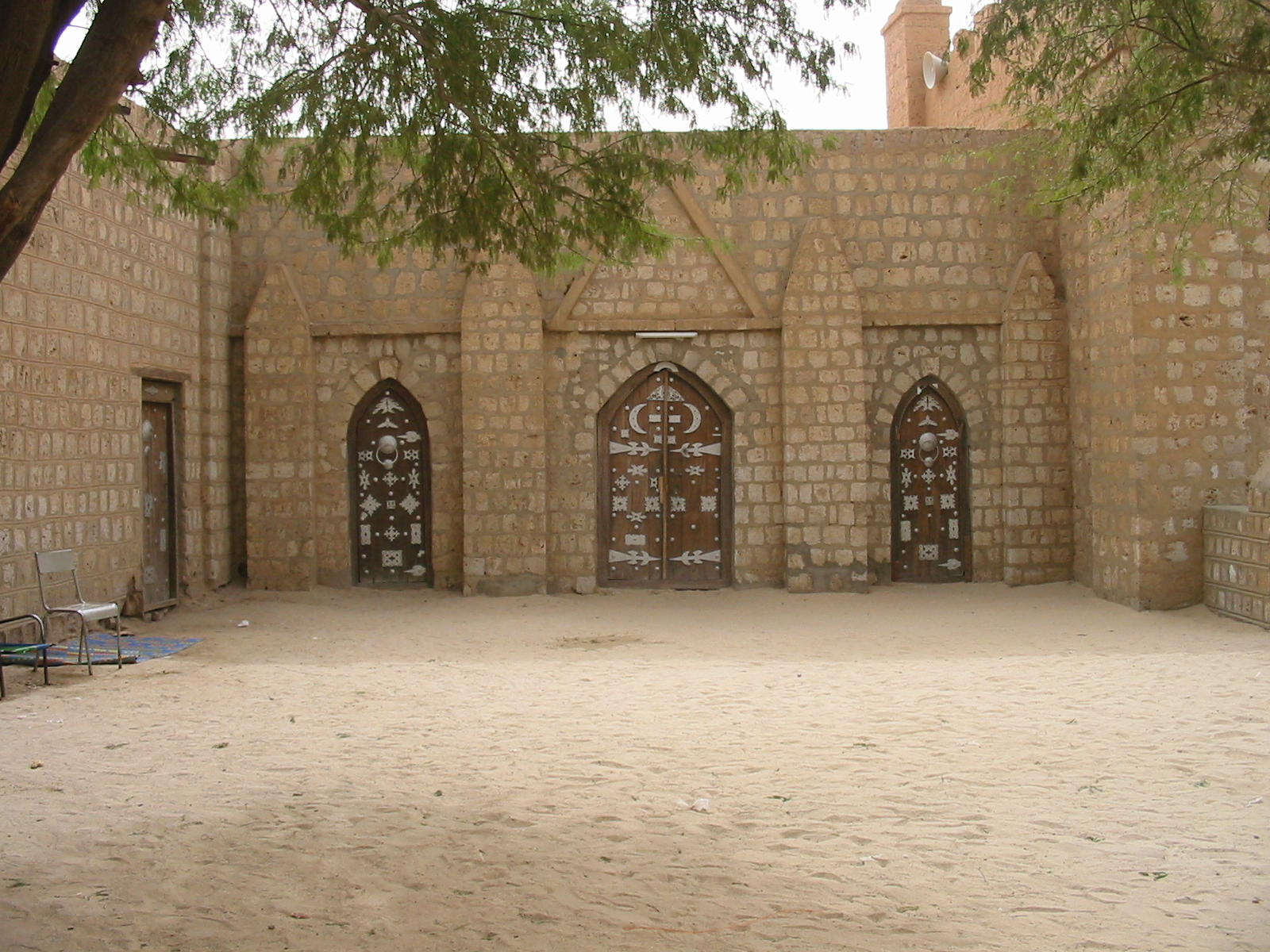
Puertas de la Madrasa de Sankore.

La Universidad de Sankore, la Mezquita de Sankore o la Madrasa de Sankore es el más antiguo de los tres centros de aprendizaje ubicados en Tombuctú, Malí.
Las tres mezquitas, Sankore, Djinguereber y Sidi Yahya componen la famosa Universidad de Tombuctú. Madrasa significa "escuela" en árabe y también en otros idiomas relacionados con el pueblo musulmán.
El Imperio de Malí tomó el control directo sobre la ciudad de Tombuctú en 1270 durante el reinado del Mansa (emperador de Malí) Ouali I. En torno a 1300, una mujer tuareg local, conocida por su riqueza, financió la construcción de la mezquita de Sankore. A raíz de esto, la ciudad y sus mezquitas atrajeron a hombres de todo el mundo musulmán.
La madrasa de Sankore fue reconstruida en 1581 por orden del juez principal de la ciudad Al-Qadi Aqib ibn Umar ibn Mahmud. El patio de la mezquita construida tenía las mismas dimensiones que la Kaaba de La Meca, utilizando una cuerda para realizar las mediciones precisas.